# Князівка (Бериславський район)
Князі́вка (колишня німецька колонія нім. Fürstenfeld) — село в Україні, у Високопільській селищній громаді Бериславського району Херсонської області. Населення становить 391 осіб.
Засноване у XIX столітті німецькими селянами. Нащадки депортовані сталінськими окупаційними силами.

## Історія
7 (20) листопада 1917 року, відповідно до Третього Універсалу Української Центральної Ради, увійшло до складу Української Народної Республіки.
12 червня 2020 року, відповідно до Розпорядження Кабінету Міністрів України від № 726-р «Про визначення адміністративних центрів та затвердження територій територіальних громад Херсонської області», увійшло до складу Високопільської селищної громади.
19 липня 2020 року, в результаті адміністративно-територіальної реформи та ліквідації  Високопільського району, увійшло до складу Бериславського району.

### Російсько-українська війна
10 березня 2022 року село було захоплено російськими військами.
Впродовж квітня-вересня 2022 року село неодноразово перебувало під обстрілами зі сторони російських загарбників.
31 березня 2022 року ЗСУ звільнили село від російської окупації.
Хоч село і було в оккупації лише 3 тижні, більшість будинків в селі зруйновані або пошкодженні під час оккупації, проте знаходячись на лінії боєзіткнення, Князівка перебувала під обстрілами і після звільнення.
11 квітня 2022 року російські військовослужбовці здійснили черговий мінометний обстріл села. Внаслідок цього пошкоджено низку житлових будинків. Знищена техніка сільськогосподарського підприємства, а також складські приміщення площею 105 м² з зерном та добривами.

## Населення
Згідно з переписом УРСР 1989 року чисельність наявного населення села становила 416 осіб, з яких 199 чоловіків та 217 жінок.
За переписом населення України 2001 року в селі мешкала 391 особа.

### Мовний склад
Рідна мова населення за даними перепису 2001 року:
| Мова       | Чисельність, осіб | Доля     |
| ---------- | ----------------- | -------- |
| Українська | 353               | 90,28 %  |
| Російська  | 33                | 8,44 %   |
| Інше       | 5                 | 1,28 %   |
| Разом      | 391               | 100,00 % |